# Scopula basinotata
Scopula basinotata är en fjärilsart som beskrevs av Edward Alfred Cockayne 1950. Scopula basinotata ingår i släktet Scopula och familjen mätare. Inga underarter finns listade.